# Agricultures kanak

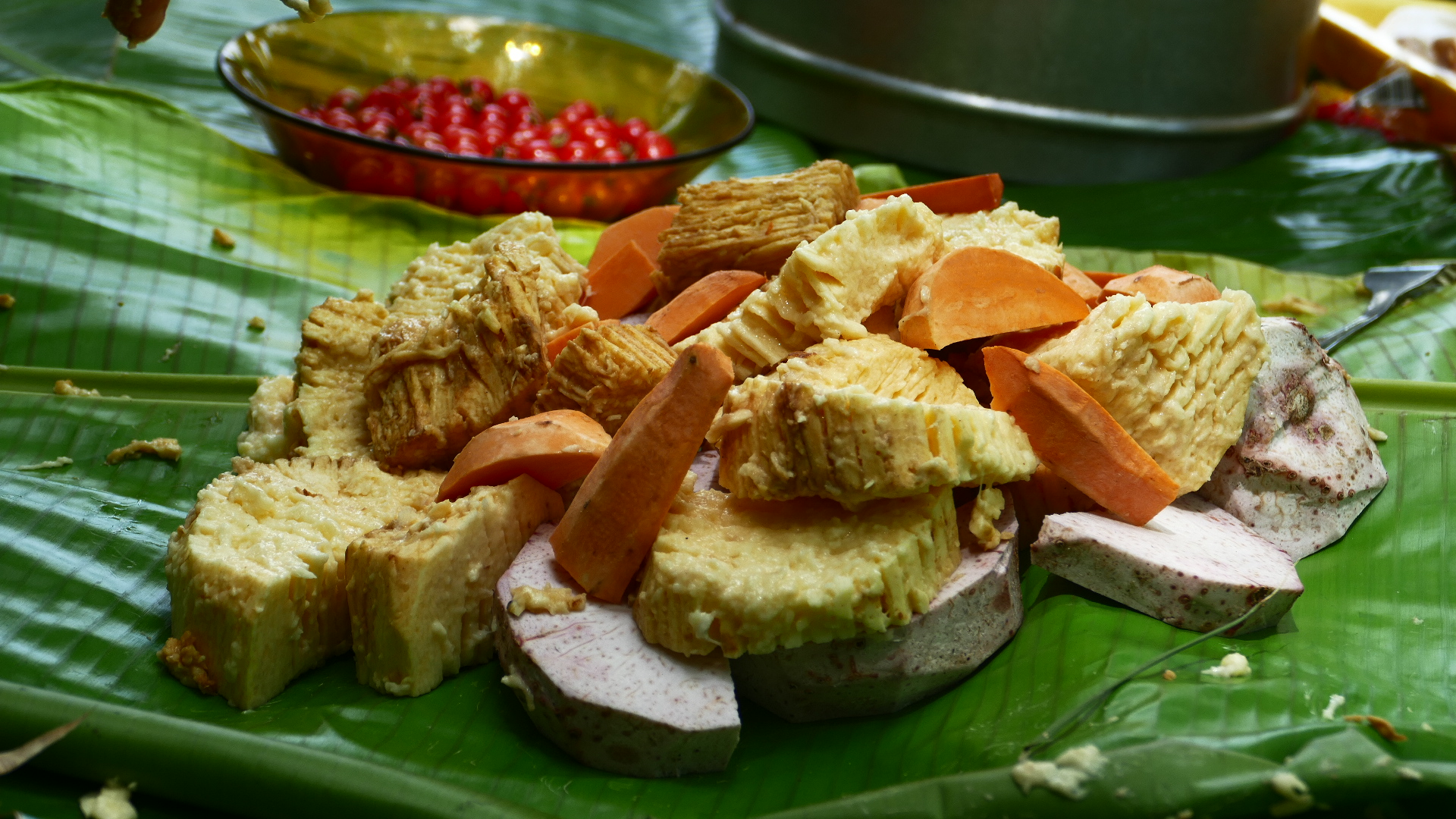
Le bougna est un plat cuisiné avec les légumes cultivés traditionnellement dans les jardins kanak.

Les agricultures kanak sont les diverses manières de faire pousser des plantes en milieu rural dans les sociétés kanak. 
C'est la culture de l'igname qui constitue traditionnellement la majeure partie de la production de nourriture, avec la pêche. Dans les jardins kanak, une variété de plantes est cultivée sur des billons, une technique qui optimise l'usage de l'eau et favorise la biodiversité. En plus des ignames, les Kanak cultivent également des bananiers, du manioc, des taros, des patates douces et des orangers. Chaque plante est souvent associée à d'autres pour créer des systèmes polyspécifiques et polyvariétaux, ce qui renforce la résilience écologique et l'abondance des récoltes. Les plantes utilisées reposent souvent sur la multiplication végétative, comme dans beaucoup d'autres systèmes agricoles océaniens issus des débuts de l'agriculture en Nouvelle-Guinée. Chaque groupe kanak a ses propres manières de faire en matière d'agriculture – ou d'horticulture, pour utiliser un terme issu de l'anthropologie. Ces pratiques ont un rôle culturel important, car elles sont ancrées dans les traditions et les cérémonies kanak où certaines plantes sont centrales. La complexité des associations de plantes reflète la riche relation des Kanak avec leur environnement et leur cosmogonie, illustrant une horticulture profondément intégrée à leur mode de vie social et spirituel selon Denis Monnerie.
L'agriculture familiale kanak est généralement vivrière et non-marchande. Elle est pratiquée en dehors et en dépit de l'agriculture conventionnelle qui occupe la majorité des terres cultivées de l'archipel depuis la colonisation de peuplement de l'île. Les agricultures traditionnelles ont particulièrement été touchées par la mise en réserve des Kanak et l'ensemble de l'appareil juridique et administratif qui a été mis en place par la république française pour contrôler l'usage de la terre par les gens autochtones et favoriser le développement de la propriété foncière des colons. Par exemple, le gouvernement colonial a encouragé les Kanak à cultiver le café, une plante allochtone destinée au commerce d'exportation. Aujourd'hui, la province Nord tente de relancer la production de café d'une manière qui serait véritablement compatible avec la coutume kanak. Un autre facteur qui mène à la diminution des agricultures kanak est que beaucoup de gens deviennent des employés, notamment en tant qu'ouvriers dans les mines de nickel, et n'ont donc plus le temps de cultiver les terres. Les gens kanak continuent néanmoins de vivre majoritairement en dehors des agglomérations urbaines.
Malgré leur importance matérielle réelle, les agricultures kanak sont généralement considérées comme négligeables par les études sur l'économie de la Nouvelle-Calédonie, car elles sont principalement non-marchandes et ne peuvent donc pas être mesurées en termes de prix des produits ou de bénéfices effectués. Depuis les années 50, de plus en plus d'ignames issus de jardins kanak sont toutefois vendus sur des marchés. En janvier 2024, le CIRAD publie un rapport sur la question.